# Lee Marvin
Lee Marvin (Nova York, 19 de fevereiro de 1924 — Tucson, 29 de agosto de 1987) foi um ator norte-americano.

## Biografia
Ele entrou para os Marines (Fuzileiros Navais) em 1943, tendo servido no Pacífico Sul, onde foi ferido.
Estreou como ator teatral off-Broadway no final da década de 1940 na peça Roadside. No cinema, sua estreia foi em 1951, com You're in the Navy, now.
Em Os Corruptos, de 1953, ele protagonizou uma sequência que marcou época quando seu personagem joga café fervendo na personagem da atriz Gloria Grahame, desfigurando-lhe o rosto.
Ao interpretar personagens militares, e foram vários, Lee valia-se de sua experiência na Segunda Guerra Mundial, onde foi ferido na coluna e ficou hospitalizado por vários meses. Começou a ganhar papéis de maior destaque com o sucesso obtido pelos westerns que fez com John Wayne no início da década de 1960, O Homem Que Matou O Facínora e Comancheros. Seu último papel inclusive foi o de um militar, o coronel norte-americano Nick Alexander no filme Comando Delta (The Delta Force - 1986), onde atuou ao lado de Chuck Norris.
Recebeu das mãos de Julie Andrews o Oscar de melhor ator em 1965, por Dívida de Sangue, que fez ao lado de Jane Fonda. Nesse filme ele faz duplo papel: o do pistoleiro bom, eternamente bêbado e que ajuda a personagem de Fonda, e o pistoleiro mau.
Ele morreu aos 63 anos, vitimado por um ataque cardíaco, e estava no terceiro casamento. Encontra-se sepultado no Cemitério Nacional de Arlington.

## Filmografia
- 1986 - The Delta Force
- 1985 - The Dirty Dozen: The Next Mission
- 1984 - Canicule
- 1983 - Gorky Park
- 1981 - Death Hunt
- 1980 - The Big Red One
- 1979 - Avalanche Express
- 1976 - Shout at the Devil
- 1976 - The Great Scout & Cathouse Thursday
- 1974 - The Klansman
- 1974 - The Spikes Gang
- 1973 - The Iceman Cometh
- 1973 - Emperor of the North Pole - O Imperador do Norte (BR)
- 1972 - Prime Cut
- 1972 - Pocket Money
- 1970 - Monte Walsh
- 1969 - Paint Your Wagon
- 1968 - Hell in the Pacific - Inferno no Pacífico (BR)
- 1968 - Sergeant Ryker
- 1967 - Point Blank
- 1967 - The Dirty Dozen - Os Doze Condenados (BR)
- 1966 - The Professionals - Os profissionais (BR)
- 1965 - Ship of Fools - A nau dos insesatos (BR)
- 1965 - Cat Ballou - Dívida de Sangue (BR)
- 1964 - The Killers
- 1963 - Donovan’s Reef - Os aventureiros do Pacífico (BR)
- 1962 - The Man Who Shot Liberty Valance - O homem que matou o facínora (BR)
- 1962 - Walk on the Wild Side
- 1961 - Os Comancheros
- 1958 - The Missouri Traveler
- 1957 - Raintree County
- 1956 - The rack'
- 1956 - Pillars of the Sky
- 1956 - Attack
- 1956 - Seven Men from Now
- 1955 - Shack Out on 101
- 1955 - I Died a Thousand Times
- 1955 - Pete Kelly's Blues
- 1955 - A Life in the Balance
- 1955 - Not as a Stranger
- 1955 - Violent Saturday
- 1955 - Bad Day at Black Rock
- 1954 - The Raid
- 1954 - The Caine Mutiny
- 1954 - Gorilla at Large
- 1953 - The Wild One
- 1953 - Gun Fury
- 1953 - The Big Heat
- 1953 - The Stranger Wore a Gun
- 1953 - The Glory Brigade
- 1953 - Seminole
- 1953 - Down Among the Sheltering Palms
- 1952 - Eight Iron Men
- 1952 - Hangman's Knot
- 1952 - The Duel at Silver Creek
- 1952 - We're Not Married!
- 1952 - Diplomatic Courier
- 1952 - Hong Kong
- 1951 - You're in the Navy Now